# Costa Lázara
Costa Lázara är en udde i Antarktis. Den ligger i Västantarktis. Argentina, Chile och Storbritannien gör anspråk på området.
Terrängen inåt land är huvudsakligen platt, men den allra närmaste omgivningen är varierad. Havet är nära Costa Lázara åt sydväst. Trakten är glest befolkad. Närmaste befolkade plats är Marambio Station, 15,9 kilometer nordost om Costa Lázara. 